# David Nahmad
David Nahmad est milliardaire et homme d'affaires monégasque d'origine libanaise,,,,. Il est connu pour être le propriétaire, avec sa famille, de la collection Nahmad.

## Biographie
Les racines de la famille viennent  d'Alep en Syrie, où le banquier juif séfarade Hillel Nahmad a vécu jusqu'à peu de temps après la Seconde Guerre mondiale. Après des violences anti-juives en 1947, Hillel Nahmad déménage à Beyrouth au Liban et lorsque la situation devient difficile, Hillel emmène ses trois fils, Joseph (Giuseppe), Ezra et David, à Milan au début des années 1960.
Dans les années 1960, il s'intéresse à l'art. La galerie Helly Nahmad, sur l'avenue Madison, est une société dirigée par Hillel "Helly" Nahmad, fils de David, qui a repris la précédente galerie Davlyn de son père en 2000.
En 2011, Philippe Maestracci a déposé une plainte au tribunal de district des États-Unis pour le district sud de New York, en demandant le titre de la peinture de 1918 de Modigliani assis avec une canne, évaluée à plus de 25 millions de dollars. Maestracci a prétendu que la peinture avait été pillée de son grand-père, Oscar Stettiner, pendant la Seconde Guerre mondiale. En 2012, après que les défendeurs ont déménagé, le conseil de Maestracci a retiré cette plainte. En 2015, l'administrateur auxiliaire limité de la succession d'Oscar Stettiner a intenté une action en justice auprès de la Cour suprême de l'État de New York, dans le comté de New York, pour obtenir le même recours auprès de la Cour fédérale. La plainte modifiée dans le cadre de cette action fait actuellement l'objet d'une requête en irrecevabilité avec l'avocat des défendeurs en faisant valoir, entre autres, que les défendeurs ont acheté le tableau de bonne foi lors d'une vente publique à Christie's à Londres, qu'Oscar Stettiner ne possédait pas le sujet Peinture et que le cas est financé par des gens d'affaires qui se spécialisent dans le financement des demandes de restitution en échange d'obtenir un pourcentage de toute récupération ou de règlement. L'avocat de la demanderesse soutient que ce tableau avait été vendu des possessions du marchand d'art juif Oscar Stettiner par un administrateur nommé sous l'occupation nazie de Paris. Dans une lettre déposée devant le tribunal le 25 mai 2016, Eve Livengood a affirmé que la peinture a été achetée par le grand-père de son mari en 1944 et qu'elle était en possession de la famille pendant plus de 50 ans, jusqu'à la vente chez Christie's. L'avocat des défendeurs a vigoureusement contesté l'exactitude et l'authenticité de la lettre de Mme Livengood,.[pertinence contestée]
Il est cité dans l'affaire des Panama Papers en avril 2016.

## Liens familiaux
Le 30 avril 2014, son fils Helly Nahmad est condamné pour paris illégaux à une peine de prison d’une année et un jour par le juge new-yorkais Jesse Furman, il est aussi contraint à verser au gouvernement américain 6 427 000 dollars. En Suisse, le ministère public de la Confédération a ouvert une instruction pour blanchiment d’argent aggravé,,.

## Œuvres d'art
Selon le cartel, lors de l'exposition du tableau Le jeune Picasso Périodes bleue et rose présenté à la Fondation Beyeler à Bâle, la collection Nahmad possède dorénavant également le tableau la Fillette au panier de fleurs peint en 1905. Il est acheté en 2018 pour 115 millions de dollars, lors de la vente Rockefeller chez Christie's.